# 角托楼梯草
角托楼梯草（学名：Elatostema goniocephalum）是荨麻科楼梯草属的植物，是中国的特有植物。分布于中国大陆的四川等地，生长于海拔900米的地区，常生长在低山山谷沟边，目前尚未由人工引种栽培。